# Frosinone Calcio
A Frosinone egy olasz csapat Frosinonéből. A klubot eredetileg 1906-ban alapították, majd 1991-ben újra, az Olasz labdarúgó-szövetségből való kilépést követően. A csapat stadionja a Stadio Matusa, amely 9680 fő befogadására alkalmas.

## A csapat története
A klubot 1906-ban alapították, és miután több helyen is játszott, már 1932-ben beköltözhetett a jelenlegi stadionjába.
1990-ben, miután épphogy nem jutottak föl a Serie C1-be, a csapat megszűnt financiális problémák miatt, majd miután újjáalakultak 1991-ben, a Serie D-ben kezdhették újra. Az 1993-94-es szezonban a csapat az utolsó pár fordulóban bukta el a följutást, ám ennek ellenére játszhattak a Serie C2-ben a bővítések miatt. 1996-ban ismét nem jutottak föl a Serie C1-be, majd 1999-ben visszatértek a Serie D-be egy osztályozó elvesztése után. A csapat 2001-ben tért vissza a Serie C2-be, ismét ligabeli átszervezések miatt. A csapatot a mostani elnök, Maurizio Stirpe vezetésével megvásárolták a 2003-04-es szezonban, és ekkor Daniele Arrigoni, jelenlegi Livorno-edző vezette a csapatot.
A klub a 2004-2005-ös szezonban szokásához híven, éppen csak lemaradt a Serie B-be jutásról, amikor a Mantova állította meg őket a rájátszásban. A következő szezonban már jobban teljesítettek, igaz, ekkor már nem Arrigoni, hanem Ivo Iaconi volt az edzőjük, aki addigi karrierje során már 2 csapatot vezetett a Serie B-be (ezek a Fermana és a Pescara). Ekkor az alapszakaszt a 2. helyen fejezték be (a Napoli mögött), majd a rájátszás elődöntőjében a Sangiovannesét, majd a döntőben a Grosettót búcsúztatták, ezzel a kanárik történetükben először Serie B-s tagságot ünnepelhettek. Első másodosztálybeli szezonjukat nem a legjobban kezdték, ugyanis idegenben 1:0-ra kikaptak a Triestina együttesétől. A szezonban végig a kiesés ellen küzdöttek, ám végül, talán erőn felül, a 14. helyen végeztek. Ebben a szezonban az Olasz Kupában rögtön az első körben kiestek, itt a Napoli búcsúztatta az együttest egy laza 3:1-gyel. 
A leghíresebb Frosinone-drukker egy olasz kommentátor, Sandro Ciotti.

## Jelenlegi keret
2018. augusztus 17. szerint
| #  |     | Poszt | Név                                           |
| -- | --- | ----- | --------------------------------------------- |
| 2  | ITA | KP    | Paolo Ghiglione (kölcsönben a Genoa-tól)      |
| 3  | ITA | V     | Cristian Molinaro                             |
| 5  | ITA | KP    | Mirko Gori                                    |
| 6  | ITA | V     | Edoardo Goldaniga (kölcsönben a Sassuolo-tól) |
| 7  | ITA | CS    | Luca Paganini                                 |
| 8  | ITA | KP    | Raffaele Maiello                              |
| 9  | ITA | CS    | Daniel Ciofani ()                             |
| 11 | CRO | CS    | Stipe Perica (kölcsönben az Udinese-től)      |
| 15 | ITA | V     | Lorenzo Ariaudo                               |
| 18 | ITA | CS    | Federico Dionisi                              |
| 19 | ITA | KP    | Luca Matarese                                 |
| 20 | ISL | KP    | Emil Hallfreðsson                             |
| 21 | ITA | KP    | Paolo Sammarco                                |
| 22 | ITA | K     | Francesco Bardi                               |
| 23 | ITA | V     | Nicolò Brighenti                              |

| #  |     | Poszt | Név                                           |
| -- | --- | ----- | --------------------------------------------- |
| 27 | POL | V     | Bartosz Salamon (kölcsönben a SPAL-tól)       |
| 28 | ITA | CS    | Camillo Ciano                                 |
| 31 | GHA | KP    | Emmanuel Besea                                |
| 32 | SLO | V     | Luka Krajnc                                   |
| 33 | ITA | V     | Andrea Beghetto                               |
| 57 | ITA | K     | Marco Sportiello (kölcsönben az Atalanta-tól) |
| 66 | GHA | KP    | Raman Chibsah                                 |
| 88 | ITA | KP    | Lorenzo Crisetig (kölcsönben a Bologna-tól)   |
| 91 | ITA | K     | Alessandro Iacobucci                          |
| 99 | NED | KP    | Rai Vloet                                     |
|    | ITA | V     | Marco Capuano                                 |
|    | ITA | V     | Francesco Zampano (kölcsönben a Pescara-tól)  |
|    | ITA | KP    | Francesco Cassata (kölcsönben a Sassuolo-tól) |
|    | URU | CS    | Joaquín Ardaiz (kölcsönben a Chiasso-tól)     |
|    | CRI | CS    | Joel Campbell                                 |
|    | ITA | CS    | Andrea Pinamonti (kölcsönben az Inter-től)    |

## Itt megfordult híresebb játékosok és edzők

### Játékosok
- Marco Cari
- Sandro Ciotti
- Stefano Colantuono
- Matthew Palleschi
- Salvatore Silvestri
- Mario Marchegiani
- Paolo Santarelli

### Edzők
- Daniele Arrigoni
- Bruno Giordano
- Massimo Silva
- Moreno Longo (–2018)
- Marco Baroni (2018–)

## Külső hivatkozások
A klub hivatalos honlapja